# Ковбасюк Марія Семенівна
Марія Семенівна Ковбасюк (нар. 23 червня 1929, село Сичівка, тепер Христинівського району Черкаської області — ?) — українська радянська діячка, зоотехнік, бригадир свиноферми радгоспу Шполянського цукрового комбінату Черкаської області. Депутат Верховної Ради СРСР 7—8-го скликань.

## Біографія
Народилася в селянській родині. У 1949 році закінчила Теплицький зоотехнікум Вінницької області.
З 1949 року — зоотехнік Ліщинівського зооветеринарного пункту Христинівського району Черкащини.
У 1955 році закінчила Білоцерківський сільськогосподарський інститут Київської області.
У 1955—1960 роках — головний зоотехнік радгоспу «Прибой» Карело-Фінської РСР (потім — Карельської АРСР).
З 1960 року — бригадир племінної свиноферми радгоспу Шполянського цукрового комбінату Черкаської області.
Потім — на пенсії в місті Шполі Черкаської області.

## Нагороди
- орден Трудового Червоного Прапора
- медаль «За доблесну працю. В ознаменування 100-річчя з дня народження Володимира Ілліча Леніна» (1970)
- медалі
- заслужений зоотехнік Української РСР